# Guerre anglo-mysore
Le guerre anglo-mysore furono una serie di guerre combattute in India durante gli ultimi tre decenni del XVIII secolo tra il Regno di Mysore e gli inglesi della Compagnia britannica delle Indie Orientali, rappresentate in capo dalla Presidenza di Madras. La quarta guerra diede come risultato la detronizzazione della casa di Ḥaydar ʿAlī e del sultano Tīpū (che fu ucciso in battaglia nel 1799), e lo smantellamento di Mysore a beneficio dell'Inghilterra e dei suoi alleati.

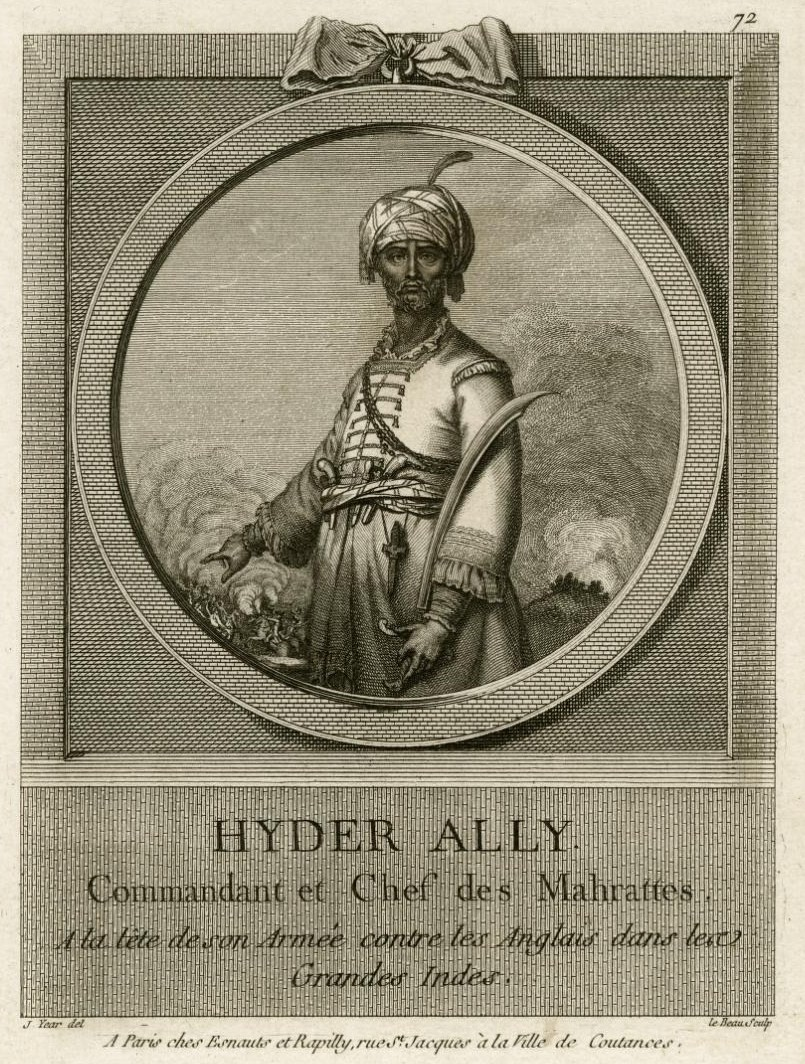
Hyder Ali nel 1762, descritto erroneamente come "Comandante in Capo dei Maratha. Alla testa del suo esercito contro gli inglesi in India". (incisione di Pierre Adrien Le Beau)

## Storia
La prima guerra anglo-mysore (1766–1769) vide Hyder Ali prendere alcune misure di successo contro gli inglesi ma subendo pesanti sconfitte alla testa dei Maratha. L'alleanza di Hyder Ali con il Nizam di Hyderabad contro gli Inglesi fu un ulteriore fallimento che portò alla sconfitta entrambe le potenze coalizzate. Il regno di Mysore riottenne alcuni dei territori perduti, ma dovette cederne alcuni nella parte meridionale agli Inglesi.
La seconda guerra anglo-mysore (1780–1784) vide sanguinose battaglie con fortune alterne per ambo le parti in causa. Questa guerra vide la scalata di Sir Eyre Coote, il comandante inglese che ripetutamente sconfisse Hyder Ali e il suo esercito che era numericamente molto superiore a quello britannico. La guerra si concluse nel 1784 con il trattato di Mangalore, al quale convennero entrambe le parti restaurando lo status quo ante bellum.
Nella terza guerra anglo-mysore (1789–1792), il sultano Tīpū, governante di Mysore ed alleato della Francia, invase il vicino stato di Travancore nel 1789, che era alleato britannico. La guerra che ne risultò perdurò per tre anni e segnò una sonora sconfitta per Mysore. La guerra si concluse dopo l'assedio di Seringapatam e la firma del trattato di Seringapatam secondo il quale Tipu dovette rinunciare a metà del proprio regno a favore della Compagnia britannica delle Indie Orientali ed i suoi alleati.
La quarta guerra anglo-mysore (1799) vide la definitiva sconfitta del sultano Tīpū ed un'ulteriore riduzione del territorio mysoriano. L'alleanza di Mysore con la Francia era visto come un tentativo di ostacolare l'ingerenza inglese in India e lo Stato fu attaccato su quattro fronti. Le truppe di Tīpū avevano il rapporto di 1:4 contro i loro nemici in questa guerra. Mysore, la capitale, disponeva di appena 35.000 soldati, mentre gli inglesi avevano al comando oltre 60.000 uomini. Il Nizam di Hyderabad e i Maratha lanciarono l'invasione da nord. Gli inglesi ottennero una vittoria decisiva alla Battaglia di Seringapatam nel 1799. Tīpū fu ucciso durante la difesa della città. Gran parte del territorio mysoriano rimanente venne annesso dagli Inglesi, dal Nizam e dai Maratha. La parte centrale del regno, attorno alle città di Mysore e Seringapatam, fu affidata a un principe indiano appartenente alla dinastia dei Wodeyar i cui antenati erano stati governanti dello Stato sino a quando Hyder Ali non ne aveva de facto preso il controllo. I Wodeyar rimasero al governo di Mysore sino al 1947 quando venne costituito il moderno stato dell'India.
Dopo le battaglie di Plassey (1757) e Buxar (1764) che stabilirono il dominio britannico sull'India orientale, le guerre anglo-mysore (1766–1799), le guerre anglo-maratha (prima guerra anglo-maratha 1775–1782, seconda guerra anglo-maratha 1803–1805, terza guerra anglo-maratha 1816–1819) e le guerre anglo-sikh (1845–1849) consolidarono definitivamente il potere britannico nell'Asia meridionale, portando come risultato alla costituzione del British Raj, malgrado la resistenza di numerosi gruppi etnici locali come gli Afghani o i Burmensi.

## L'uso dei razzi
I razzi Mysore utilizzati durante gli scontri da Hyder Ali (soprattutto nella battaglia di Pollilur) erano più avanzati di quelli che si trovavano nelle mani degli Inglesi, specificatamente per il fatto che si trovavano ad essere realizzati con tubi di ferro che contenevano il propellente, consentendo così al missile di avere un maggior raggio (circa 2 km). Dopo la sconfitta del sultano Tīpū nel corso della quarta guerra anglo-mysore e la cattura di molti esemplari di questi razzi, i britannici presero ispirazione e crearono i razzi Congreve, che vennero ampiamente utilizzati nelle guerre napoleoniche poco dopo.

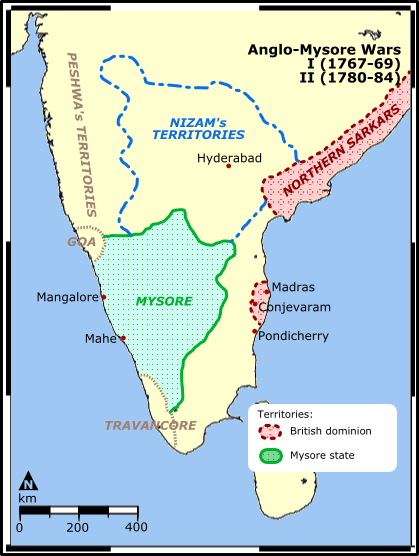
La prima e la seconda guerra anglo-mysore.
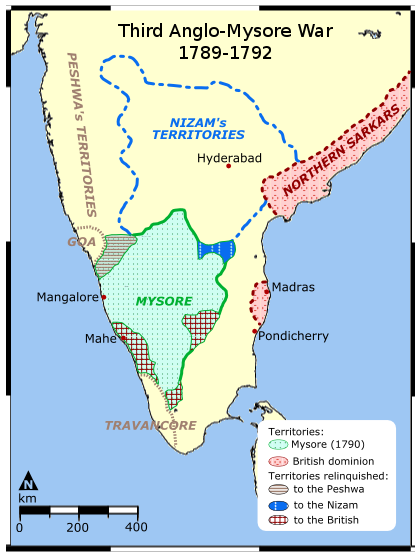
La terza guerra anglo-mysore
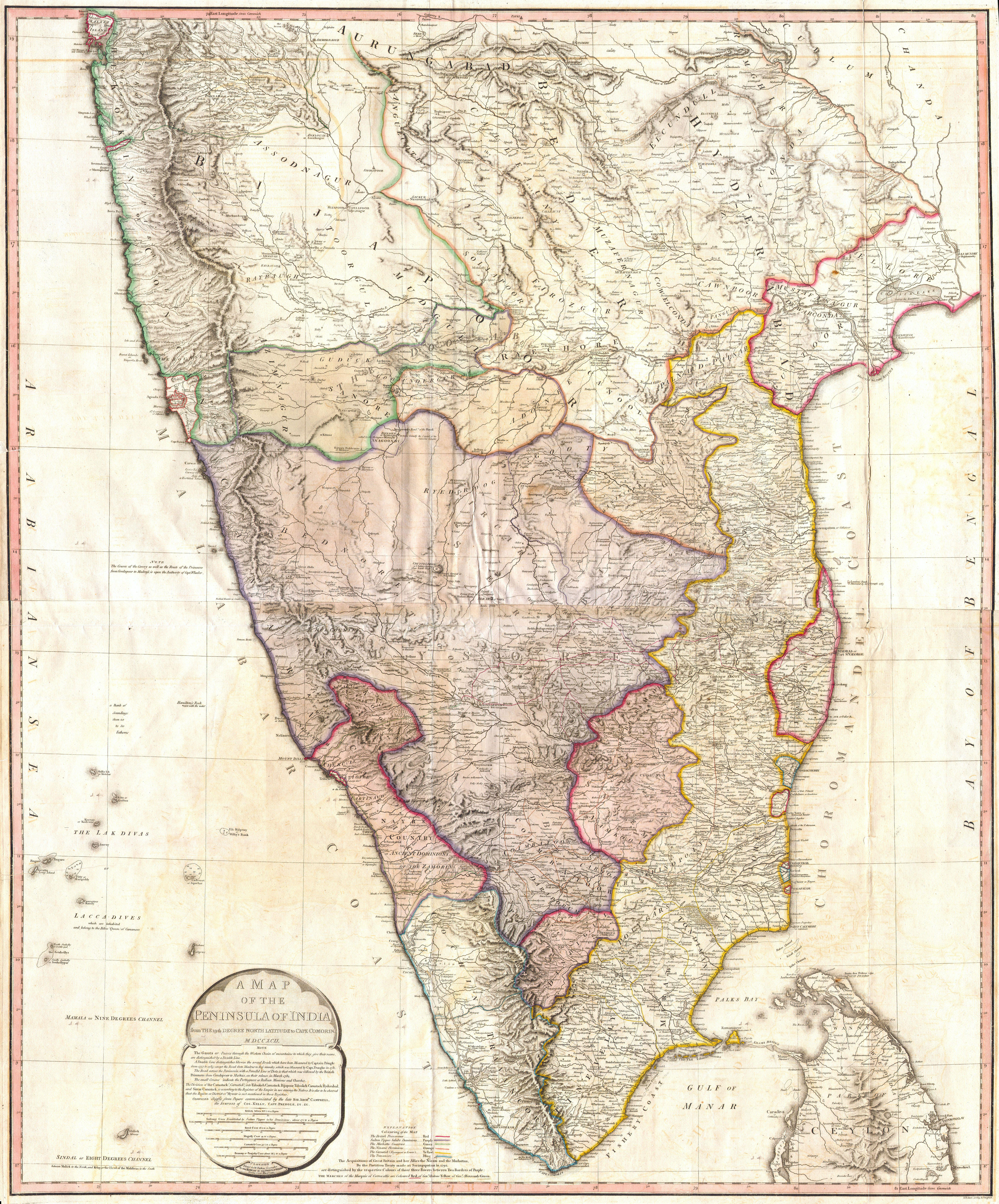
Mappa del 1793
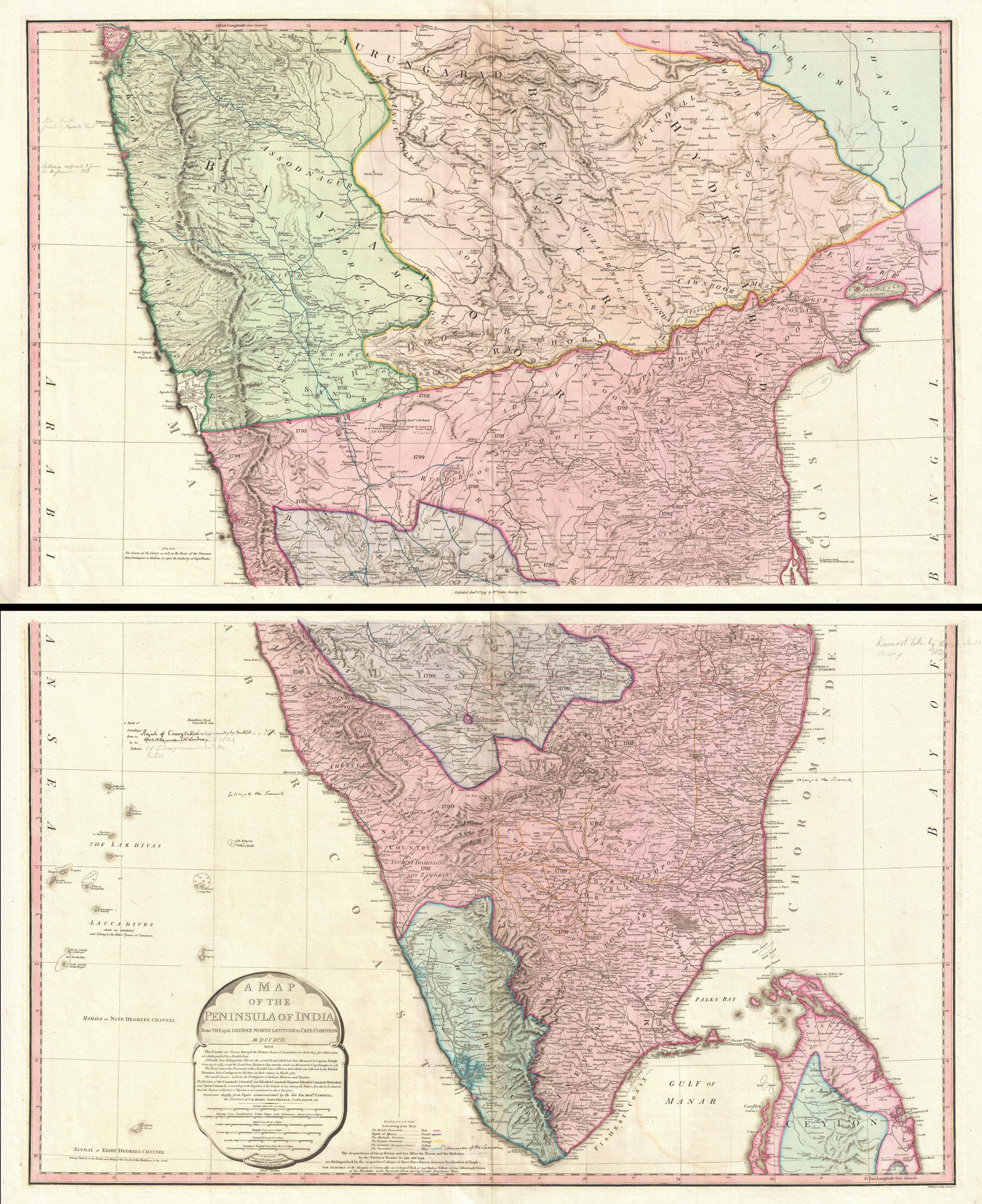
Mappa del 1800
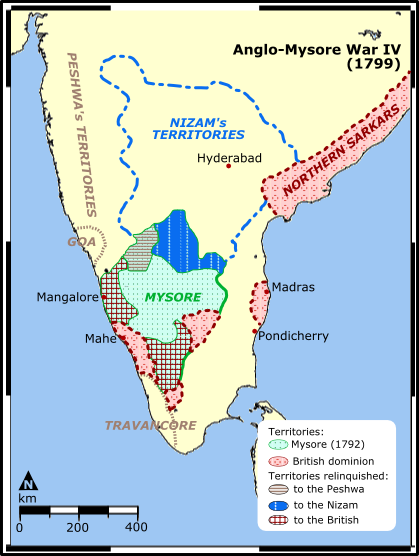
La Quarta guerra anglo-mysore